# Krzeczyn Wielki (gromada)
Krzeczyn Wielki – dawna gromada, czyli najmniejsza jednostka podziału terytorialnego Polskiej Rzeczypospolitej Ludowej w latach 1954–1972.
Gromady, z gromadzkimi radami narodowymi (GRN) jako organami władzy najniższego stopnia na wsi, funkcjonowały od reformy reorganizującej administrację wiejską przeprowadzonej jesienią 1954 do momentu ich zniesienia z dniem 1 stycznia 1973, tym samym wypierając organizację gminną w latach 1954–1972.
Gromadę Krzeczyn Wielki z siedzibą GRN w Krzeczynie Wielkim utworzono – jako jedną z 8759 gromad na obszarze Polski – w powiecie lubińskim w woj. wrocławskim, na mocy uchwały nr 20/54 WRN we Wrocławiu z dnia 2 października 1954. W skład jednostki weszły obszary dotychczasowych gromad Krzeczyn Wielki i Krzeczyn Mały ze zniesionej gminy Szklary Górne oraz Chrostnik i Gorzyca ze zniesionej gminy Zimna Woda w tymże powiecie. Dla gromady ustalono 14 członków gromadzkiej rady narodowej.
1 lipca 1968 gromadę zniesiono, a jej obszar włączono do nowo utworzonej gromady Lubin w tymże powiecie.